# Antonio Pelizon
Antonio Pelizon o Pelizzon o "Pellizon" (Castel Rubbia, 28 gennaio 1763 – Gorizia, 27 ottobre 1850) è stato un liutaio italiano, caposcuola della liuteria goriziana.

## Biografia
Nacque il 28 gennaio 1763 a Rubbia (battezzato lo stesso giorno nella Parrocchia di Gabria, Comune di Merna, nella Contea Principesca di Gorizia e Gradisca parte dell'Impero Asburgico, regnante Maria Teresa d'Asburgo), oggi parte del Comune di Savogna d'Isonzo in provincia di Gorizia. Il padre si chiamava Franc. Si trasferì e stabilì a Gorizia, dove si sposò e iniziò a riparare alcuni strumenti musicali. La città allora contava poco più di 5 000 abitanti, ma l'attività musicale era assai fiorente ed esisteva una "Scuola dei maestri falegnami". Primo probabile maestro di Antonio fu lo zio Sebastiano, morto a Gorizia nel 1788 a 65 anni.  Pelizon in alcuni documenti si firma "marangone" ossia falegname. I suoi violini, secondo alcuni, si ispiravano ai modelli di Stradivari e degli Amati - "I Pelizon avevano come modello lo stile degli Amati, un po' idealizzato"  e, secondo altri si rifacevano alla scuola napoletana dei Gagliano. Invece il Maestro liutaio Gio Batta Morassi è "profondamente convinto che la liuteria del Pelizon [Antonio] nulla [ha] a che fare [con essi]. Si possono intravedere nei suoi strumenti alcune caratteristiche corrispondenti ad altre scuole o autori, ma ciò è pura casualità e non certamente copiatura o imitazione."  Egli seppe dedurre e creare un modello con personalità e carattere propri.
Ebbe dalla prima moglie  Uršula Cotič, sposata il 12 febbraio 1787, tre figli (Francesco, Elisabetta e Gianandrea)  e ben 17 dalla seconda, Cecilia Potlipnig di Mossa sposata il 25 agosto 1799.. Quattro di essi si dedicarono all'attività paterna: Giuseppe (1800 - 1874), Antonio "il giovane" (1809 - 1861) che aveva la bottega in Via del Teatro, Carlo (1811 - 1891) e Filippo (1817 - 1891), ma non raggiunsero nella costruzione dei loro violini la qualità del padre.
Nei Musei e Archivi Storici ERPAC di Gorizia sono conservati due suoi violini.